# Jurandir Bizarria Mamede
Jurandyr de Bizarria Mamede (Salvador, 27 de setembro de 1906 — Rio de Janeiro, 12 de dezembro de 1998) foi um general de exército brasileiro, que teve uma participação política importante no país nas décadas de 1950 e 1960, sendo um dos protagonistas do Movimento de 11 de Novembro.

## Anos iniciais da carreira militar
Era filho de Eduardo Borges Mamede e de Celeuta Bizarria Mamede. Sentou praça em março de 1923 na Escola Militar do Realengo, no Rio de Janeiro, então Distrito Federal, sendo declarado aspirante a oficial da arma de Infantaria em janeiro de 1927.
Participou da Revolução de 1930. No início de 1931 foi destacado, no posto de coronel comissionado, para comandar a Brigada Policial de Pernambuco, em Recife. Deixando o cargo de chefe de polícia de Recife em 1937, reincorporou-se à tropa, passando a frequentar, em 1940, a Escola de Comando e Estado-Maior do Exército. Ainda nesse ano foi promovido a major.
Em 1943, participou dos preparativos para a organização da Força Expedicionária Brasileira, criada em consequência dos compromissos assumidos pelo Brasil de lutar ao lado dos países aliados contra o bloco nazifascista durante a Segunda Guerra Mundial. Participou do conflito na Itália e, ao seu fim em maio de 1945, Mamede regressou ao Brasil.
Realizadas as eleições em dezembro seguinte, saiu vitorioso o general Eurico Gaspar Dutra, que tomou posse em janeiro de 1946. Ainda nesse ano Mamede tornou-se adido ao Estado-Maior do Exército, sendo depois transferido para a chefia do Curso de Infantaria da Escola de Aperfeiçoamento de Oficiais e, posteriormente, para a Seção de Blindados da Diretoria de Armas do Exército. Em 1948 passou a integrar o grupo de oficiais incumbido de organizar a Escola Superior de Guerra (ESG).

## Atuação política
Em março de 1951, Mamede foi promovido a coronel, permanecendo vinculado à ESG, onde participou da elaboração da doutrina de segurança nacional adotada por aquela escola. No início da década de 1950, manteve uma atividade política discreta na ESG, mas passou a agir ostensivamente a partir de fevereiro de 1954. Nessa época, a conspiração contra o governo de Vargas já conseguira introduzir seus principais segmentos nas forças armadas, em busca de uma solução que rompesse a seqüência da normalidade democrática estabelecida pela Constituição de 1946.
Realizaram-se em 3 de outubro de 1955 as eleições presidenciais, saindo vitoriosos os candidatos Juscelino Kubitschek, do PSD, para a presidência, e João Goulart, do PTB, para a vice-presidência (naquela época havia eleições separadas para presidente e vice). Diante do resultado do pleito, a conspiração que se desenvolvera no sentido de afastar os eleitos orientou-se no propósito de impedir, por via militar, a sua posse.
Mamede ganhou fama nacional em 31 de outubro de 1955 quando, no enterro do general Canrobert Pereira da Costa, proferiu um violento discurso, pronunciando-se ampla e favoravelmente a um golpe militar, contrariando o resultado das eleições presidenciais. A principal alegação era que os vitoriosos das eleições não tinham obtido a maioria esmagadora para uma convincente vitória eleitoral.
Alguns trechos do discurso de Mamede:
"General Canrobert (...) Aqui estamos, camaradas e amigos do clube Militar à beira do seu túmulo recém aberto (...) Não será por acaso indiscutível mentira democrática, um regime presidencial que, dada a enorme soma de poder que concentra em mãos do executivo, possa vir a consagrar, para investiduras do mais alto mandatário da nação, uma vitória da minoria ? (...) "
Na solenidade também estava presente o Ministro da Guerra, o General Henrique Teixeira Lott, que a tudo presenciando, decidiu punir Mamede pelo discurso proferido. Ao encontrar resistência na guarnição militar onde Mamede servia, para que fosse punido, Lott procurou o Alto Comando do Exército para punir Mamede. Tal requisição também foi recusada pelo Alto Comando. A alegação era de que somente o Presidente da República, Comandante Supremo das Forças Armadas, era dotado de competência para avaliar e julgar a questão.
Ocorre que no dia 3 de novembro, o Presidente Café Filho adoece e tem que se licenciar do cargo, transmitindo-o no dia 9 do mesmo mês para o Presidente da Câmara, o deputado Carlos Luz, que fica a par da crise provocada pelo discurso de Mamede. Luz fornece o caso Mamede para ser analisado pelo consultor-geral da República, o Dr. Themístocles Brandão Cavalcanti, que, em seu parecer, diz caber ao Presidente da República a decisão de punir ou não o Coronel. Em audiência ocorrida no dia 10, Luz se encontrou com o General Lott, comunicando sua decisão de não punir o coronel Mamede. Diante da negativa de punição, Lott então apresentou o seu pedido formal de demissão do Ministério da Guerra. O pedido de demissão seria oficializado no dia seguinte.
Ocorre que, na madrugada do dia 10 para o dia 11, o General Lott foi procurado em sua residência por oficiais de sua confiança, que lhe falaram do golpe que era tramado por partidários da UDN e militares golpistas. Mostraram a Lott o teor da conspiração dentro dos círculos militares, e a armadilha na qual Lott tinha caído ao pedir demissão do Ministério da Guerra.
Tais militares falaram que era necessária uma ação rápida do General para impedir o progresso da conspiração, e somente o General, com sua postura de extrema legalidade e simpatia perante o oficialato, poderia liderar o contragolpe. Isso foi feito. Na madrugada do dia 11, Lott e militares legalistas, entre eles o General Odílio Denys, tomaram o Ministério da Guerra em uma frente. Na outra, tropas e tanques invadiram o Rio de Janeiro, então capital federal, para impedir a instauração de uma ditadura no país e a manutenção dos quadros constitucionais vigentes.
Mamede, Carlos Luz e o seu corpo ministerial, o deputado Carlos Lacerda, o almirante Sílvio Heck e outros militares ligados ao golpe, ao perceberem o contragolpe liderado por Lott, fugiram a bordo do cruzador Tamandaré. A ideia era de fugir para Santos no litoral paulista, para organizar a resistência no estado de São Paulo. A organização da resistência foi frustrada quando o brigadeiro Eduardo Gomes comunicou ao cruzador que os tripulantes deveriam voltar para não ter o cruzador bombardeado, uma vez que foram interceptados e seus movimentos rastreados. O cruzador Tamandaré aportou de volta ao Rio de Janeiro às 10 horas da manhã do dia 13.
Enquanto o Tamandaré fazia o caminho de volta ao Rio, o Congresso Nacional votava o impedimento de Carlos Luz para o exercício da Presidência, bem como o de Café Filho, que, subitamente curado, tentou reassumir a Presidência. Assumiu interinamente a Presidência o presidente do Senado Nereu Ramos, que decretou estado de sítio, que vigorou até o final do mandato presidencial, em 31 de janeiro de 1956, data em que Juscelino Kubitschek e João Goulart foram empossados em seus respectivos cargos.

## Retorno à carreira militar
Durante o Governo de Juscelino Kubistchek (1956-1961), o general Lott — ainda ministro da Guerra — adotou, para neutralizar a ação dos militares adversos à continuidade do regime legal, a orientação de reduzir o espaço de suas atividades políticas, isolando-os no interior do país em chefias de circunscrições de recrutamento, limitadas quase exclusivamente às tarefas de alistamento de recrutas e, portanto, sem contatos com oficiais suscetíveis de envolvimento em compromissos políticos. De acordo com a nova orientação, Mamede foi designado para chefiar a 6ª Circunscrição de Recrutamento. Em julho de 1960 foi promovido a general de brigada e imediatamente removido para Campo Grande, então no estado de Mato Grosso, para comandar a 4ª Divisão de Cavalaria.
Ao contrário do que o general Lott fizera como ministro da Guerra de Juscelino Kubitschek, no governo de João Goulart, durante o qual as crises se sucederam com maior frequência, não se formou uma liderança efetiva no meio militar capaz de aglutinar um bloco de apoio no seio da oficialidade. O recurso de que lançou mão o presidente da República foi fixar os oficiais oposicionistas em funções de estado-maior e de comando, ou de instrução nos estabelecimentos de aperfeiçoamento e especialização da oficialidade de hierarquia superior. Com essa determinação, Goulart nomeou Mamede comandante da Escola de Comando e Estado-Maior do Exército (ECEME), cargo que exerceu de 4 de setembro de 1961 a 2 de junho de 1964.
Naquela época, a ECEME era subordinada ao Estado-Maior do Exército, cujo chefe era o general Humberto de Alencar Castelo Branco, de formação político-militar idêntica à de Mamede. Figuravam, por essa razão entre as principais matrizes militares que deram impulso e encaminhamento à conspiração que resultou na deposição de Goulart, em 31 de março de 1964. Ao assumir a presidência da República, depois de eleito pelo Congresso por indicação do comando revolucionário, o marechal Castelo Branco passou a deter as atribuições punitivas contidas no Ato Institucional nº 1 (AI-1).
Foi Comandante Militar da Amazônia, em Belém, entre 4 de junho de 1964 e 2 de dezembro de 1965.
Promovido a general de divisão em novembro de 1965, passou a comandar a 1ª Divisão de Infantaria na Vila Militar.
Promovido a General de Exército, comandou o II Exército, em São Paulo, entre 19 de outubro de 1966 e 28 de abril de 1967.
Em maio de 1967, assumiu a chefia do Departamento de Produção e Obras do Exército, continuando a fazer parte do Alto Comando do Exército, que tinha a incumbência, entre outras atribuições, de encaminhar os problemas relativos à sucessão dos presidentes militares, seguindo determinações do regime vigente.
Foi Ministro do Superior Tribunal Militar, de 7 de janeiro de 1970 até 28 de setembro de 1976. Em agosto de 1973 passou a presidir o Tribunal, completando até março de 1975 o mandato de Adalberto Pereira dos Santos. Em dezembro de 1976, por ter atingido a idade-limite de 70 anos, foi aposentado compulsoriamente.

## Família
Casou-se com Beatriz Dantas Mamede, com quem teve quatro filhos: Clotilde, Branca, Beatriz e Jurandir.

## Vida na Reserva
Após sua aposentadoria no STM, passou a morar no Rio de Janeiro, onde faleceu no dia 12 de dezembro de 1998.